# Roman de Beer
Roman de Beer (ur. 6 października 1994 roku w Johannesburgu) – południowoafrykański kierowca wyścigowy.

## Życiorys

### Formuła Abarth
De Beer rozpoczął karierę w wyścigach samochodowych w 2010 roku od startów we Włoskiej Formula Abarth, gdzie trzykrotnie stawał na podium. Z dorobkiem 53 punktów uplasował się tam na dziewiątym miejscu w końcowej klasyfikacji kierowców. Rok później startował w edycjach włoskiej i europejskiej Formuły Abarth. W każdej z serii po razie stawał na podium. Z dorobkiem odpowiednio 36 i 12 punktów ukończył sezon odpowiednio na jedenastej i szesnastej pozycji w klasyfikacji generalnej.

### Formuła 3
W 2012 roku Południowoafrykańczyk wystartował w dziewięciu wyścigach europejskiej serii Włoskiej Formuły 3. Nigdy jednak nie zdobył punktów.

### Seria GP3
Na sezon 2014 de Beer podpisał kontrakt z włoską ekipą Trident Racing na starty w Serii GP3. Wystartował łącznie w osiemnastu wyścigach, spośród których raz zdobył punkty - był czwarty w drugim wyścigu w Austrii. Uzbierał łącznie osiem punktów, które zapewniły mu osiemnaste miejsce w końcowej klasyfikacji kierowców.

## Wyniki

### GP3
| Legenda oznaczeń w tabelach wyników Wyświetl szablon na nowej stronie | Legenda oznaczeń w tabelach wyników Wyświetl szablon na nowej stronie                                                                     |
| Oznaczenie                                                            | Wyjaśnienie |
| --------------------------------------------------------------------- | --- |
| Złoty                                                                 | Zwycięzca lub mistrzostwo |
| Srebrny                                                               | 2. miejsce lub wicemistrzostwo |
| Brązowy                                                               | 3. miejsce lub II wicemistrzostwo |
| Zielony                                                               | Ukończył, punktował (w klasyfikacji generalnej, gdy zdobył co najmniej jeden punkt na przestrzeni sezonu, poza trzema powyższymi opcjami) |
| Niebieski                                                             | Ukończył, nie punktował (w klasyfikacji generalnej, gdy nie zdobył co najmniej jednego punktu na przestrzeni sezonu)                      |
| Czerwony                                                              | Nie zakwalifikował się (NZ) |
| Czerwony                                                              | Nie prekwalifikował się (NPK) |
| Różowy                                                                | Nie ukończył (NU) |
| Różowy                                                                | Niesklasyfikowany (NS) (w klasyfikacji generalnej, gdy nie został sklasyfikowany w żadnym wyścigu sezonu)                                 |
| Czarny                                                                | Zdyskwalifikowany (DK) |
| Czarny                                                                | Wykluczony (WYK/EX) |
| Biały                                                                 | Nie wystartował (NW) |
| Biały                                                                 | Kontuzjowany (K/INJ) |
| Biały                                                                 | Wyścig odwołany (OD/C) |
| Bez koloru                                                            | Został wycofany (WYC/WD) |
| Bez koloru                                                            | Nie przybył (NP/DNA) |
| Bez koloru                                                            | Nie brał udziału w treningach (NT/DNP) |
| Bez koloru                                                            | Nie został zgłoszony (–) |
| Pogrubienie                                                           | Start z pole position |
| Kursywa                                                               | Najszybsze okrążenie wyścigu |
| †                                                                     | Nie ukończył, ale jego rezultat został zaliczony ze względu na przejechanie więcej niż 90% dystansu wyścigu.                              |
| *                                                                     | Sezon w trakcie |
| 1/2/3                                                                 | Punktowana pozycja w sprincie kwalifikacyjnym                                                                                             |
| Lista systemów punktacji Formuły 1                                    | |

| Rok  | Zespół  | Wyniki w poszczególnych eliminacjach | Wyniki w poszczególnych eliminacjach | Wyniki w poszczególnych eliminacjach | Wyniki w poszczególnych eliminacjach | Wyniki w poszczególnych eliminacjach | Wyniki w poszczególnych eliminacjach | Wyniki w poszczególnych eliminacjach | Wyniki w poszczególnych eliminacjach | Wyniki w poszczególnych eliminacjach | Wyniki w poszczególnych eliminacjach | Wyniki w poszczególnych eliminacjach | Wyniki w poszczególnych eliminacjach | Wyniki w poszczególnych eliminacjach | Wyniki w poszczególnych eliminacjach | Wyniki w poszczególnych eliminacjach | Wyniki w poszczególnych eliminacjach | Wyniki w poszczególnych eliminacjach | Wyniki w poszczególnych eliminacjach | Punkty | Pozycja |
| ---- | ------- | ------------------------------------ | ------------------------------------ | ------------------------------------ | ------------------------------------ | ------------------------------------ | ------------------------------------ | ------------------------------------ | ------------------------------------ | ------------------------------------ | ------------------------------------ | ------------------------------------ | ------------------------------------ | ------------------------------------ | ------------------------------------ | ------------------------------------ | ------------------------------------ | ------------------------------------ | ------------------------------------ | ------ | ------- |
| 2014 | Trident | ESP                                  | ESP                                  | AUT                                  | AUT                                  | GBR                                  | GBR                                  | DEU                                  | DEU                                  | HUN                                  | HUN                                  | BEL                                  | BEL                                  | ITA                                  | ITA                                  | RUS                                  | RUS                                  | ARE                                  | ARE                                  | 8      | 18      |
| 2014 | Trident | NU                                   | DK                                   | 12                                   | 4                                    | 17                                   | 16                                   | 21                                   | 17                                   | 15                                   | 12                                   | -                                    | -                                    | -                                    | -                                    | -                                    | -                                    | -                                    | -                                    | 8      | 18      |

### Podsumowanie
| Sezon | Seria                               | Zespół            | Wyścigi | Zwycięstwa | PP | NO | Podium | Punkty | Pozycja |
| ----- | ----------------------------------- | ----------------- | ------- | ---------- | -- | -- | ------ | ------ | ------- |
| 2010  | Włoska Formuła Abarth               | Scuderia Victoria | 14      | 0          | 0  | 0  | 3      | 53     | 9       |
| 2011  | Włoska Formuła Abarth               | Victoria World    | 6       | 0          | 0  | 1  | 1      | 36     | 11      |
| 2011  | Europejska Formuła Abarth           | Victoria World    | 2       | 0          | 0  | 1  | 1      | 12     | 16      |
| 2012  | Włoska Formuła 3 - Europejska Seria | Scuderia Victoria | 9       | 0          | 0  | 0  | 0      | 0      | NS      |
| 2014  | Seria GP3                           | Trident           | 18      | 0          | 0  | 1  | 0      | 8      | 18      |